# Коваль Володимир Вікторович
Володимир Вікторович Коваль (нар. 6 березня 1992, Київ, Україна) — український футболіст, нападник.

## Клубна кар'єра
Вихованець київського «Динамо». Після завершення навчання грав за другу команду киян у Першій лізі чемпіонату України. Влітку 2012 року перейшов у «Севастополь», уклавши з одним з лідерів першого дивізіону трирічний контракт. З цією командою завоював місце в Прем'єр-лізі України, і 28 липня 2013 року дебютував у вищому дивізіоні в грі проти свого колишнього клубу. Всього в Прем'єр-лізі зіграв 4 матчі.

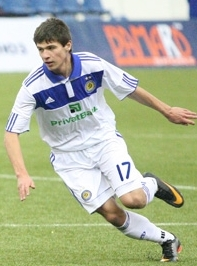
Володимир Коваль під час виступів за «Динамо-2».

Влітку 2014 року, після того, як «Севастополь» був розформований, футболіст підписав контракт з польським клубом Першої ліги ОКС Стоміл. Окрім Коваля, в польській команді виступали ще четверо українців: Віталій Березовський, Роман Мачуленко, Ігор Скоба та Іраклі Месхія.
29 червня 2015 року перейшов до новачка польської Екстракляси — клубу «Термаліка Брук-Бет». 28 червня 2017 року перейшов до «Олімпії» (Грудзьондз).
У сезоні 2018/19 Коваль приєднався до складу одеського «Чорноморця». 23 жовтня 2019 року він покинув одеситів.
У 2020 році грав за білоруський клуб «Німан» (Гродно).
У 2021 році грав за клуб «Лівий берег» (Київ).
Влітку 2023 року приєднався до клубу другої ліги «Кудрівка», де до кінця року забив 6 м'ячів у 12 матчах та був найкращим бомбардиром команди. Втім у листопаді клуб, вирішив достроково розірвати контракт з форвардом. У керівництві пояснили «порушенням футболістом вимог та правил клубу», але що саме порушив Володимир не було зазначено. Надалі став грати на аматорському рівні за «Лісне» з Київської області.

## Кар'єра в збірній
Викликався до юнацьких та молодіжних збірних України різних вікових категорій.
Вдруге в своїй кар'єрі отримав виклик до молодіжної збірної України від Сергія Ковальця для участі в Кубку Співдружності 2013 року, який мав відбутися в Росії.

## Статистика

### Клубна
| Клуб                 | Сезон            | Ліга             | Ліга  | Ліга | Кубок країни | Кубок країни | Кубок ліги | Кубок ліги | Європа | Європа | Інше  | Інше | Загалом | Загалом |
| Клуб                 | Сезон            | Ліга             | Матчі | Голи | Матчі        | Голи         | Матчі      | Голи       | Матчі  | Голи   | Матчі | Голи | Матчі   | Голи    |
| -------------------- | ---------------- | ---------------- | ----- | ---- | ------------ | ------------ | ---------- | ---------- | ------ | ------ | ----- | ---- | ------- | ------- |
| ОКС Стоміл           | 2014/15          | I ліга           | 25    | 12   | 0            | 0            | –          | –          | –      | –      | –     | –    | 25      | 12      |
| ОКС Стоміл           | Загалом          | Загалом          | 25    | 12   | 0            | 0            | 0          | 0          | 0      | 0      | 0     | 0    | 25      | 12      |
| «Термаліка Брук-Бет» | 2015/16          | Екстракляса      | 0     | 0    | 0            | 0            | –          | –          | –      | –      | –     | –    | 0       | 0       |
| «Термаліка Брук-Бет» | Загалом          | Загалом          | 0     | 0    | 0            | 0            | 0          | 0          | 0      | 0      | 0     | 0    | 0       | 0       |
| Усього в кар'єрі     | Усього в кар'єрі | Усього в кар'єрі | 25    | 12   | 0            | 0            | 0          | 0          | 0      | 0      | 0     | 0    | 25      | 12      |